# Drago Bahun (glumac)
Drago Bahun (Veliki Raven, 1. srpnja 1933. – Zagreb, 25. lipnja 1993.) bio je hrvatski glumac, komičar, redatelj i scenarist. 
Rodio se u Velikom Ravenu kraj Križevaca 1933. godine. Studij ekonomije u Zagrebu nije završio, posvetivši se već od 1950. amaterskoj glumi. Bio je među osnivačima Studentskog eksperimentalnog kazališta (SEK) 1956. godine.
Profesionalnu karijeru započeo je 1951. manjim filmskim ulogama, no pravi ugled stekao je kao asistent režije i snimanja u većem broju filmova i televizijskih serija. Posebno se ističe njegova suradnja s redateljem Krešom Golikom na filmovima poput „Tko pjeva zlo ne misli” (1970.) i seriji „Gruntovčani” (1975).
Široku popularnost stekao je interpretacijom lika Petrice Kerempuha u kazalištu Jazavac (danas Kerempuh) od 1964. godine, gdje je sedam sezona vodio politički kabaret „Kerempuhov noćni klub”. Lik Petrice Kerempuha prikazivao je kao narodnog tribuna koji kroz humor i satiru kritizira vlast, štiteći obične ljude.
Najveću slavu doživio je 1970-ih kao koautor i glavni protagonist popularne televizijske serije „Čovječe, ne ljuti se!” (1969. - 1971.), prvog serijala skrivene kamere na prostorima tadašnje Jugoslavije. Zajedno s redateljem Dubravkom Pitzkom osmišljavao je komične situacije u kojima je često igrao ekscentrične likove, poput gospodina u smokingu koji izlazi iz kanalizacijskog šahta ili prodavača nevidljivih elektronskih ribica.
Glumio je u značajnim filmovima poput „Breze” (1967.) i TV serijama „U registraturi” (1974.) te „Dirigenti i mužikaši” (1991.). Na televiziji je režirao više etnografskih emisija. Od 1970. do 1989. bio je umjetnički direktor i redatelj manifestacije „Križevačko spravišče”. Autor je scenarija za pučku igru „Legenda o picokima”, koju je od sredine 1970-ih režirao u Đurđevcu. Napisao je i stihove za desetak kajkavskih popijevki, među kojima je poznata „Zagorski nokturno”.
Unatoč velikom profesionalnom uspjehu, suvremenici ga pamte kao samozatajnog, duhovitog i humanog čovjeka.
U posljednjim godinama života, Bahunov doprinos hrvatskoj kulturi postao je nešto manje vidljiv, a preminuo je u 60. godini života. Godine 2013. postavljena je spomen-ploča na njegovoj rodnoj kući u Velikom Ravnu.